# Boss HM-2
Caractéristiques
Audio
La Boss Heavy Metal-2, abrégée en Boss HM-2, est une pédale de distorsion pour guitare électrique, fabriquée par Roland Corporation sous la marque Boss entre 1983 et 1991. Initialement conçue pour imiter les amplificateurs Marshall, la pédale a ensuite été associée au son du death metal suédois et est devenue culte dans la scène heavy metal.

## Histoire
La Boss HM-2 a été commercialisée pour la première fois en 1983 par Boss. Elle a d'abord été fabriquée au Japon puis à Taïwan. La pédale a été conçue pour reproduire les fréquences médium des amplificateurs Marshall. Malgré un succès modéré sur la scène glam metal, la pédale a été abandonnée en 1991; elle a été remplacée par la Boss HM-3 Hyper Metal et la Boss MT-2 Metal Zone, cette dernière devenant un succès commercial. Dans les années 1990, la HM-2 est devenue culte sur la scène heavy metal underground en raison de son influence formatrice sur le son du death metal suédois. L'album de 1990 d'Entombed, Left Hand Path, a imposé son utilisation dans ce style,.
Depuis l'arrêt de sa production en 1991, la Boss HM-2 est devenue l'une des pédales les plus demandées du catalogue de Boss. Différents fabricants ont produit des clones de cette pédale pour imiter son son. Le guitariste et producteur de disques Kurt Ballou est cité comme une influence pour la résurgence de la pédale et des groupes tels que Nails et Rotten Sound se sont également appropriés le son de la pédale pour différents styles de métal extrême. En 2021, Boss ressort la pédale dans le cadre de la série de pédales Waza Craft sous le nom de Boss HM-2w.

## Caractéristiques
La pédale possède une entrée et une sortie jack mono, un interrupteur actionnable au pied pour enclencher l'effet, une diode indiquant la mise en marche, et quatre potentiomètres : 
- Dist. (distortion) règle le taux de saturation
- Color Mix est un double réglage d'égalisation : H (highs) pour les aigus, L (lows) pour les graves
- Level règle le niveau de sortie

Selon Michael Astley-Brown de Guitar World, par rapport aux autres pédales de distorsion, la pédale offre « des réglages d'égalisation très polyvalents, avec 20 dB d'augmentation/diminution des graves et des aigus ».
La pédale est noire avec des potentiomètres et les noms des réglages en orange.

## Son
La pédale est souvent utilisée avec les réglages mis au maximum pour obtenir un son de « tronçonneuse », souvent appelé en anglais « Swedish Chainsaw » (tronçonneuse suédoise), devenu typique du son du death metal suédois.
Dans un autre registre, elle a été également utilisée par David Gilmour dans les années 1980.

## Utilisateurs notables

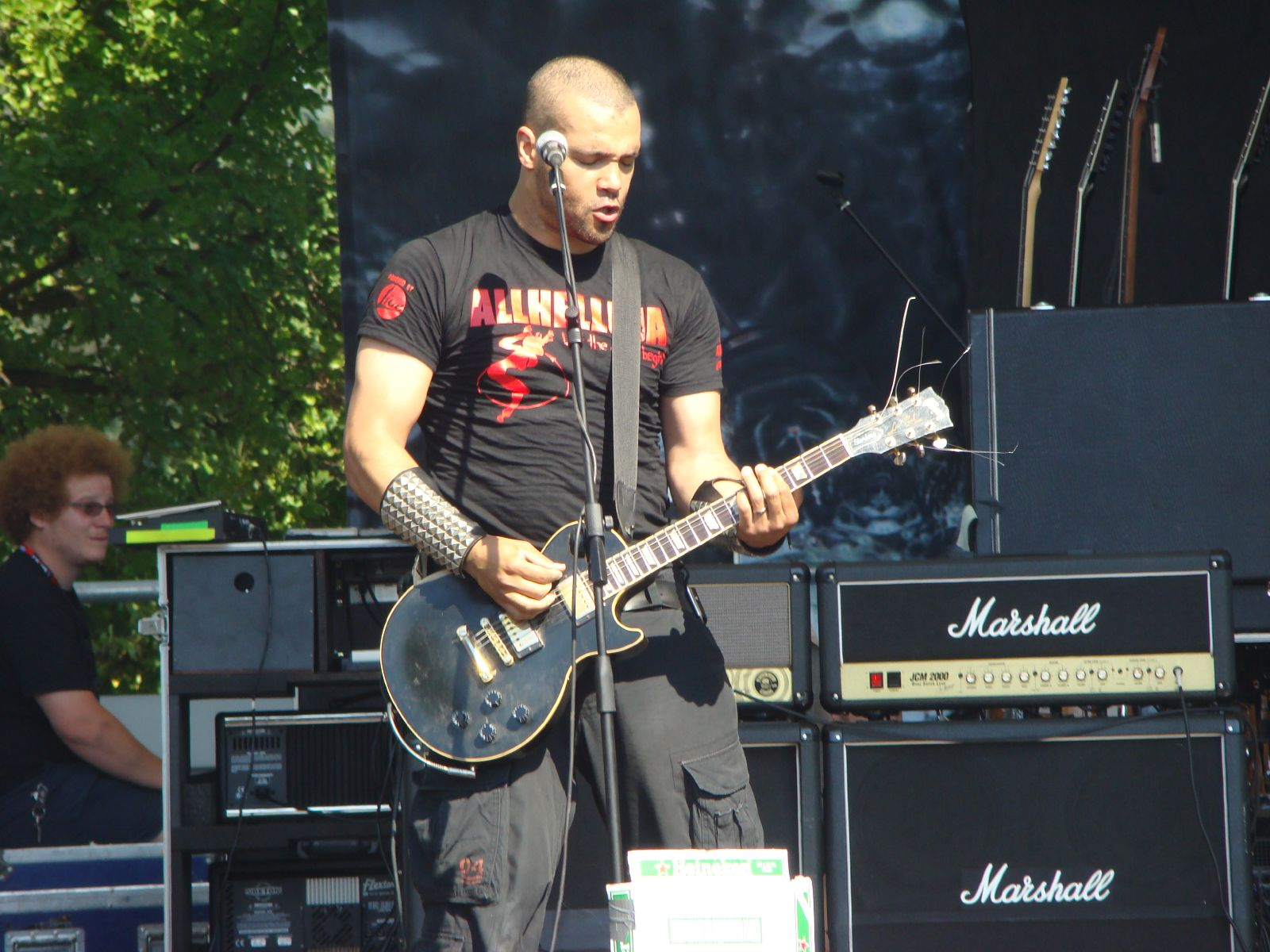
Alex Hellid d'Entombed en 2007.

Les utilisateurs notables de la pédale incluent:
- David Blomqvist
- Justin Broadrick
- Uffe Cederlund
- David Gilmour[2]
- Vert GC
- Alex Hellid
- Todd Jones
- Anders Nystrom
- Dan Swano